# Ingeborg Bachmann
(Ingeborg Bachmann, "Die Wahrheit ist dem Menschen zumutbar" [Dall'uomo si può pretendere la verità])
Ingeborg Bachmann, nota anche come Ruth Keller (Klagenfurt, 25 giugno 1926 – Roma, 17 ottobre 1973), è stata una poetessa, scrittrice e giornalista austriaca.

## Biografia
Figlia di Olga Haas e Mathias Bachmann, Ingeborg nacque nel 1926 in Carinzia, nel cui capoluogo, Klagenfurt, trascorse l'infanzia e l'adolescenza. Dopo i primi studi, negli anni del dopoguerra frequentò le università di Innsbruck, Graz e Vienna dedicandosi agli studi di giurisprudenza e successivamente in germanistica, che concluse discutendo una tesi su (o meglio, contro) Martin Heidegger, dal titolo La ricezione critica della filosofia esistenziale di Martin Heidegger.
Suo maestro fu il filosofo e teoretico della scienza Victor Kraft (1890-1975), ultimo superstite del Circolo di Vienna, da cui i membri, in conseguenza dell'assassinio di uno di loro (Moritz Schlick) da parte di un fanatico nazista e dell'ostilità in seguito dimostrata dal regime politico post Anschluss, erano dovuti fuggire. Nell'epoca dello studio ebbe modo di intrattenere contatti diretti con Paul Celan, Ilse Aichinger e Klaus Demus.
Presto Bachmann divenne redattrice radiofonica presso l'emittente viennese Rot-Weiss-Rot (Rosso-Bianco-Rosso), per la quale compose nel 1952 la sua prima opera radiofonica, Un negozio di sogni. Il suo debutto letterario avvenne in occasione di una lettura presso il Gruppo 47. Da allora divenne una stella luminosa della letteratura in lingua tedesca. Nel 1953, all'età di 27 anni, ricevette il premio letterario del Gruppo 47 per la raccolta di poesie Il tempo dilazionato.
In collaborazione con il compositore Hans Werner Henze produsse il radiodramma Le cicale e il libretto per la pantomima danzata L'idiota nel 1955 e il libretto per l'opera Il Principe di Homburg nel 1960. Nel 1956 pubblicò la raccolta di poesie Invocazione all'Orsa maggiore, conseguendo il Premio Letterario della Città di Brema (Bremer Literaturpreis) e iniziando un percorso di drammaturgia per la televisione bavarese.
Dal 1958 al 1963 Ingeborg Bachmann intrattenne una relazione con l'autore Max Frisch. Nel 1958 apparve il radiodramma Il buon Dio di Manhattan, insignito l'anno successivo del Premio Audio dei Ciechi di Guerra. Del 1961 è la raccolta di racconti Il trentesimo anno, a sua volta insignito dal Premio per la Critica della Città di Berlino. Nel 1964 le viene consegnato il Premio Georg Büchner e nel 1968 il Premio nazionale austriaco per la Letteratura.
La produzione di Ingeborg Bachmann prosegue con la pubblicazione nel 1971 del romanzo Malina, diventato un film di Werner Schroeter del 1991, interpretato da Isabelle Huppert, Mathieu Carrière e Can Togay. Il romanzo è stato concepito come la prima parte di una trilogia chiamata "Cause di morte" (Todesarten) rimasta incompiuta e di cui rimangono dei frammenti: Il libro Franza e Il libro Goldmann. Dal primo dei due frammenti, Xaver Schwarzenberger ha ricavato il film Franza (1986). Nel 1972 fu invece data alle stampe l'ultima opera prima della morte di Bachmann: la raccolta di racconti Tre sentieri per il lago, a cui venne attribuito il Premio Anton Wildgans.

### Morte
La sera del 26 settembre 1973, nella sua casa romana di via Giulia, Ingeborg Bachmann incendiò accidentalmente la sua vestaglia di nylon con la brace della propria sigaretta durante un attacco di torpore, verosimilmente indotto dai barbiturici che stava assumendo come tranquillanti per superare un periodo di stress da superlavoro. Benché vigile al momento del trasporto all'ospedale Sant'Eugenio, struttura specializzata nel trattamento delle ustioni, subì danni renali cui fece seguito un'intossicazione ematica che la portarono alla morte il 17 ottobre. Ingeborg Bachmann fu sepolta il 25 ottobre 1973 nel cimitero di Klagenfurt-Annabichl. A lei è dedicato il concorso letterario che annualmente si tiene nella città natale, in coincidenza della sua nascita, e l'istituto d'istruzione superiore di Tarvisio in Friuli-Venezia Giulia.

## Opere

### Poesie
- Invocazione all'Orsa Maggiore (Anrufung des Großen Bären), trad. e cura di Luigi Reitani, Milano, SE, 1994;  Nota di Hans Höller, Collana Biblioteca n.752, Milano, Adelphi, 2023, ISBN 978-88-459-3828-3.
- Poesie (Gedichte), traduzione di Maria Teresa Mandalari, Parma, Guanda, 1978.
- Non conosco mondo migliore (Ich weiss keine bessere Welt), traduzione di Silvia Bortoli, Milano, Guanda, 2004.

### Romanzi
- Malina (Malina), traduzione di Maria Grazia Manucci, Milano, Adelphi, 1973.
- Il libro Franza (Der Fall Franza), traduzione di Magda Olivetti e Luigi Reitani, Milano, Adelphi, 2009. [Comprende e amplia Il caso Franza. Requiem per Fanny Goldmann, traduzione di Magda Olivetti, Milano, Adelphi, 1988]

### Racconti
- Tre sentieri per il lago e altri racconti (Simultan: neue Erzählungen), traduzione di Amina Pandolfi, Milano, Adelphi, 1980.
- Il trentesimo anno (Das dreißigste Jahr), traduzione di Clara Schlick, Milano, Feltrinelli, 1963; traduzione di Magda Olivetti, Milano, Adelphi, 1985.
- Il sorriso della sfinge (Die Fähre, Im Himmel und auf Erden, Das Lächeln der Sphinx), traduzione di Antonella Gargano, Roma, Lucarini, 1991; Napoli, Cronopio, 2011.

### Saggi
- Luogo eventuale (Ein Ort für Zufälle), con tredici disegni di Günter Grass, traduzione di Bruna Bianchi, Milano, Edizioni delle donne, 1981; Milano, SE, 1992.
- La ricezione critica della filosofia esistenziale di Martin Heidegger (Die kritische Aufnahme der Existenzialphilosophie Martin Heideggers), Introduzione di Eugenio Mazzarella, traduzione di Silvia Cresti, Napoli, Guida, 1992.
- Letteratura come utopia. Lezioni di Francoforte (Frankfurter Vorlesungen), traduzione di Vanda Perretta, Milano, Adelphi, 1993.
- Il dicibile e l'indicibile. Saggi radiofonici (Der Mann ohne Eigenschaften - Sagbares und Unsagbares - Das Unglück und die Gottesliebe - Die Welt Marcel Prousts), traduzione di Barbara Agnese, Milano, Adelphi, 1998.

### Prose
- Il buon Dio di Manhattan (Der gute Gott von Manhattan: ein Geschäft mit Träumen), traduzione di Sergio Molinari, Milano, Il saggiatore, 1961; traduzione di Cinzia Romani, Milano, Adelphi, 1991. [contiene i radiodrammi Il buon Dio di Manhattan, Un negozio di sogni e Le cicale]
- Libro del deserto (Der Tod wird kommen. Confluito ne Il libro Franza), traduzione di Anna Pensa, Napoli, Cronopio, 1999.
- Quel che ho visto e udito a Roma (Was ich in Rom sah und hörte), traduzione di Kristina Pietra e Anita Raja, Macerata, Quodlibet, 2002.

### Epistolari
- Lettere da un'amicizia (Briefe einer Freundschaft), carteggio con Hans Werner Henze, a cura di Hans Höller, traduzione di Francesco Maione, Torino, EDT, 2008.
- Lettere a Felician (Briefe an Felician), traduzione di Antonella Moscati, Roma, Nottetempo, 2008.
- Troviamo le parole. Lettere 1948-1973 (Herzzeit. Der Briefwechsel), carteggio con Paul Celan, traduzione di Francesco Maione, Roma, Nottetempo, 2010 .
- Diario di guerra (Kriegstagebuch. Mit Briefen von Jack Hamesh an Ingeborg Bachmann), traduzione di Elisabetta Dell'Anna Ciancia, Milano, Adelphi, 2011.

### Interviste
- In cerca di frasi vere (Wir müssen wahre Sätze finden), traduzione di Cinzia Romani, Bari, Laterza, 1989.
- Verrà un giorno. Conversazioni romane (Ein Tag wird kommen. Gespräche in Rom), a cura di Judith Kasper, Genova, Marietti, 2009.

## Film su Ingeborg Bachmann
- Die Geträumten - film tedesco del 2016 diretto da Ruth Beckermann, avente per soggetto la ventennale corrispondenza fra Paul Celan e Ingeborg Bachmann[14].[15]
- Ingeborg Bachmann - Journey Into the Desert (Ingeborg Bachmann - Reise in die Wüste) - film tedesco del 2023 diretto da Margarethe von Trotta, avente per soggetto la vita di Ingeborg Bachmann - che visse a Berlino, Zurigo e Roma - il suo rapporto con Max Frisch e il suo viaggio in Egitto[16]